# Islamic University in Uganda
Islamic University in Uganda – ugandyjska uczelnia wyznaniowa w Mbale.
Uniwersytet jest finansowany przez Organizację Wspólnoty Islamskiej.

## Historia
Uniwersytet został założony w 1988 roku w Mbale, kiedy to na dwóch wydziałach studiowało łącznie 80 studentów. Pierwsze dwa wydziały to Wydział Edukacji (ang. the Faculty of Education) oraz Wydział Islamistyki i Języka Arabskiego (ang. the Faculty of Islamic Studies and Arabic Language).

## Wydziały
Na uniwersytecie działają następujące wydziały:
- Wydział Islamistyki i Języka Arabskiego (ang. The Faculty of Islamic Studies and Arabic Language)
- Wydział Sztuki i Nauk Społecznych (ang. The Faculty of Arts and Social Sciences)
- Wydział Nauk o Zarządzaniu (ang. The Faculty of Management Studies)
- Wydział Edukacji (ang. The Faculty of Education)
- Wydział Nauk Ścisłych (ang. The Faculty of Science)
- Wydział Prawa (ang. The Faculty of Law)
- Wydział Medycyny (ang. The Faculty of Medicine).

## Kampusy i budynki uczelniane
Kampusy uczelni ulokowane są w Mbale, Kampala (Kampala Campus, The Females' campus) i w Arua (Arua campus).
Biblioteka uniwersytecka posiada w swoich zbiorach ok. 100 000 książek o różnym zakresie tematycznym.